# NBA Most Valuable Player
Az NBA MVP-díjat (vagy Michael Jordan-trófea, angolul: National Basketball Association's Most Valuable Player) az NBA legértékesebb játékosa kapja minden évben. Az 1955–1956-os NBA-szezon óta minden évben kiosztják. Az eredeti trófeát Maurice Podoloffról nevezték el, aki 1946 és 1963 között volt az NBA első elnöke, majd a 2020-as évektől már Michael Jordan nevét viselte az elismerés. Az 1979-1980-as szezonig a játékosok választották az MVP-t. 1980–1981 óta kanadai és amerikai újságírók választják a díj győztesét.
Minden játékos, aki elnyerte a díjat és megfelelt a kitételeknek, helyet kapott a Naismith Hall of Fame-ben. Kareem Abdul-Jabbar nyerte el a legtöbbször a díjat, hatszor és az egyetlen játékos, aki úgy nyerte el a díjat, hogy csapata nem jutott be a rájátszásba. Bill Russell és Michael Jordan ötször nyerte el a díjat, míg Wilt Chamberlain és LeBron James négyszer. Russel és James öt szezonon belül nyerte el a díjat négyszer, az egyetlen játékosok akik ezt elérték. Chamberlain, Russel és Larry Bird az egyetlen játékosok, akik sorozatban három évben elnyerték a díjat. Nikola Jokić négy év alatt háromszor lett a legjobbnak választva. Bill Russell és Dave Cowens az egyetlen játékosok, akik úgy nyerték el a díjat, hogy nem kaptak helyet az Első All-NBA csapatban. Újoncként két játékos nyerte el a díjat, Chamberlain (1959–60) és Wes Unseld (1968–69). Hakeem Olajuwon (Nigéria), Tim Duncan (Amerikai Virgin-szigetek), Steve Nash (Kanada), Dirk Nowitzki (Németország), Jánisz Antetokúnmpo (Görögország), Nikola Jokić (Szerbia), Joel Embiid (Kamerun/Franciaország) és Shai Gilgeous-Alexander (Oklahoma City Thunder) azon győztesek, akik nemzetközi játékosnak számítanak.
Stephen Curry a 2014–2015-ös szezonban az első játékos lett, aki az összes szavazatot elnyerte a kiválasztási folyamatban. Előtte két játékos jutott ehhez közel, mindketten egy szavazatot vesztettek: Shaquille O'Neal (1999–2000) és James (2012–13). Az 1975–1976-os szezon óta három játékos nyerte el úgy a díjat, hogy csapatuk nem nyert meg legalább 50 meccset az alapszakaszban: Moses Malone (kétszer, 1978–1979 és 1981–1982), Russell Westbrook (2016–2017) és Nikola Jokić (2021–2022).

## A szavazás módja
A szavazás rögtön az aktuális szezon alapszakasza után zajlik. 1980-ig a játékosok választották ki egymás közül a legértékesebbet. Az 1980–1981-es bajnokságtól az USA és Kanada sportújságíróiból és kommentátoraiból álló bizottság szavaz. A 125 tagból álló bizottság minden NBA-s csapat városából 3-3 szavazót tartalmaz, a maradék 35 pedig nemzeti újságírók és kommentátorok keverékéből áll.

## A díjazottak névsora

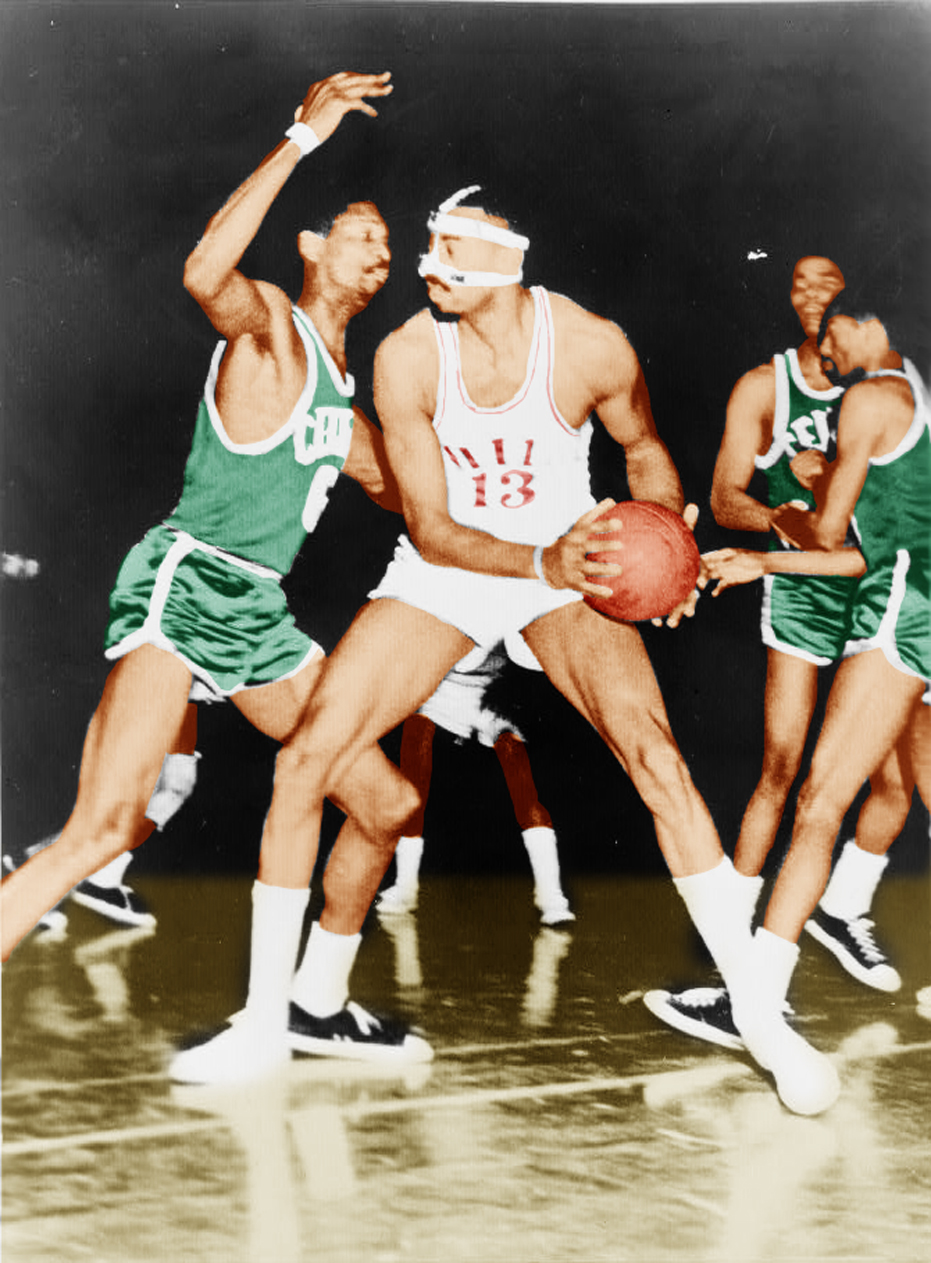
Bill Russel (balra) ötször nyerte el a díjat karrierje során. Wilt Chamberlain (középen) három MVP-díjat tudhat magáénak

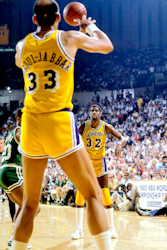
Kareem Abdul-Jabbar (háttal) hatszor nyerte el a díjat, a legtöbb egy játékos által. Magic Johnson (szemben) háromszor nyerte el a díjat.

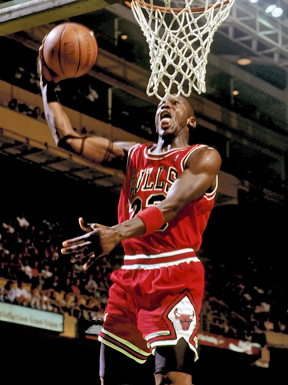
Michael Jordan, ötszörös NBA MVP

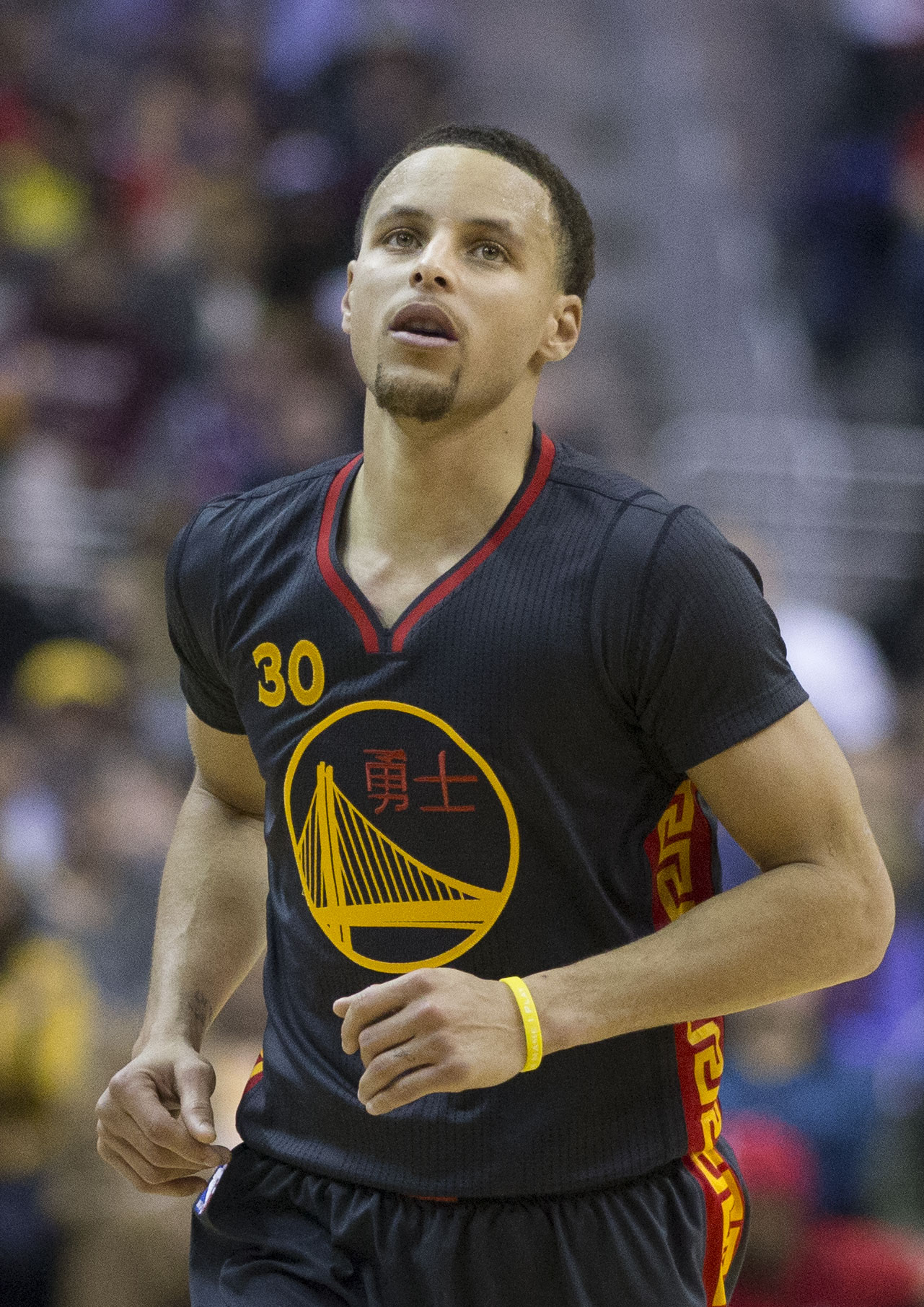
Stephen Curry, az első játékos, aki elnyerte az összes szavazatot egy szavazás során, kétszeres MVP.

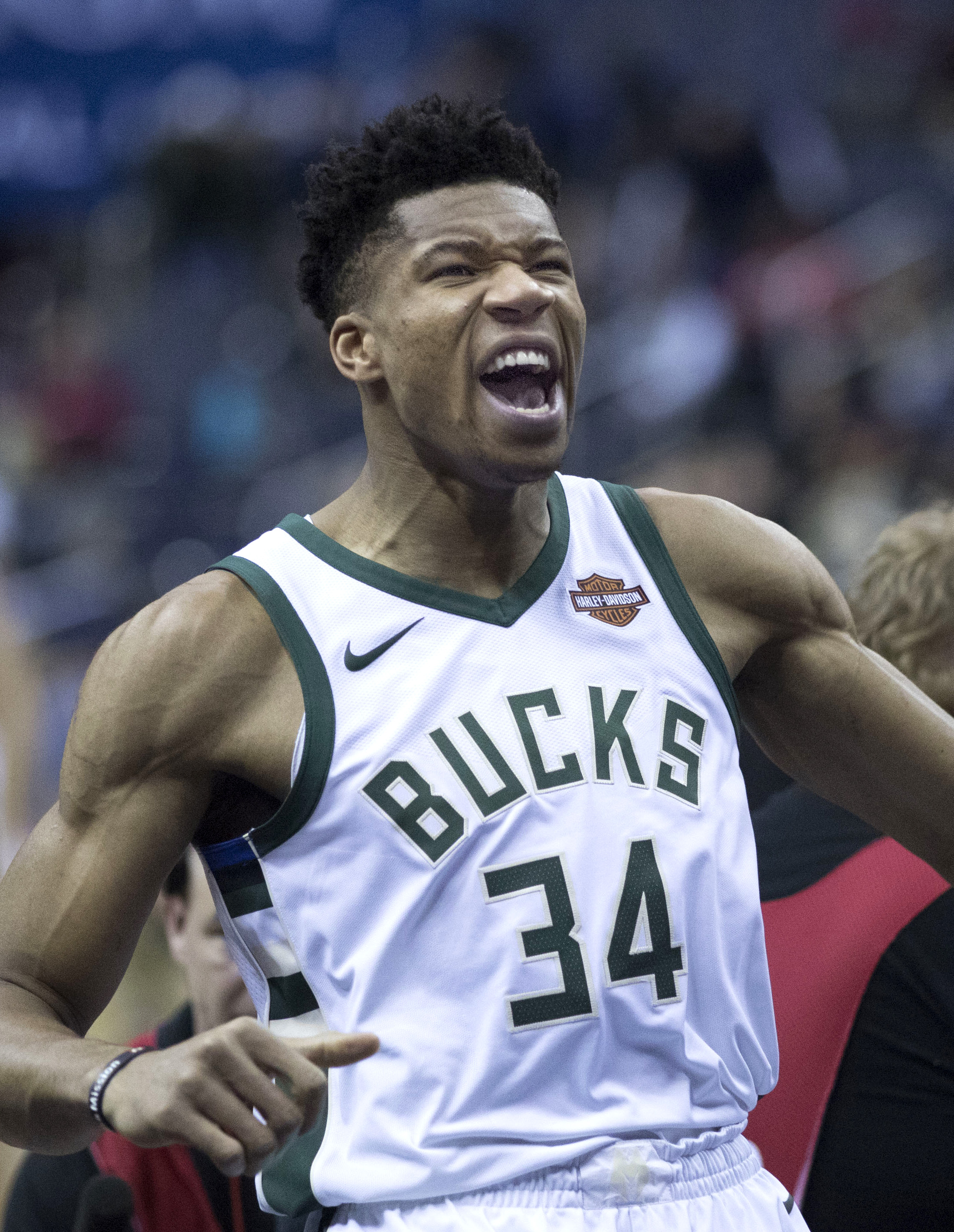
Jánisz Antetokúnmpo kétszeres MVP

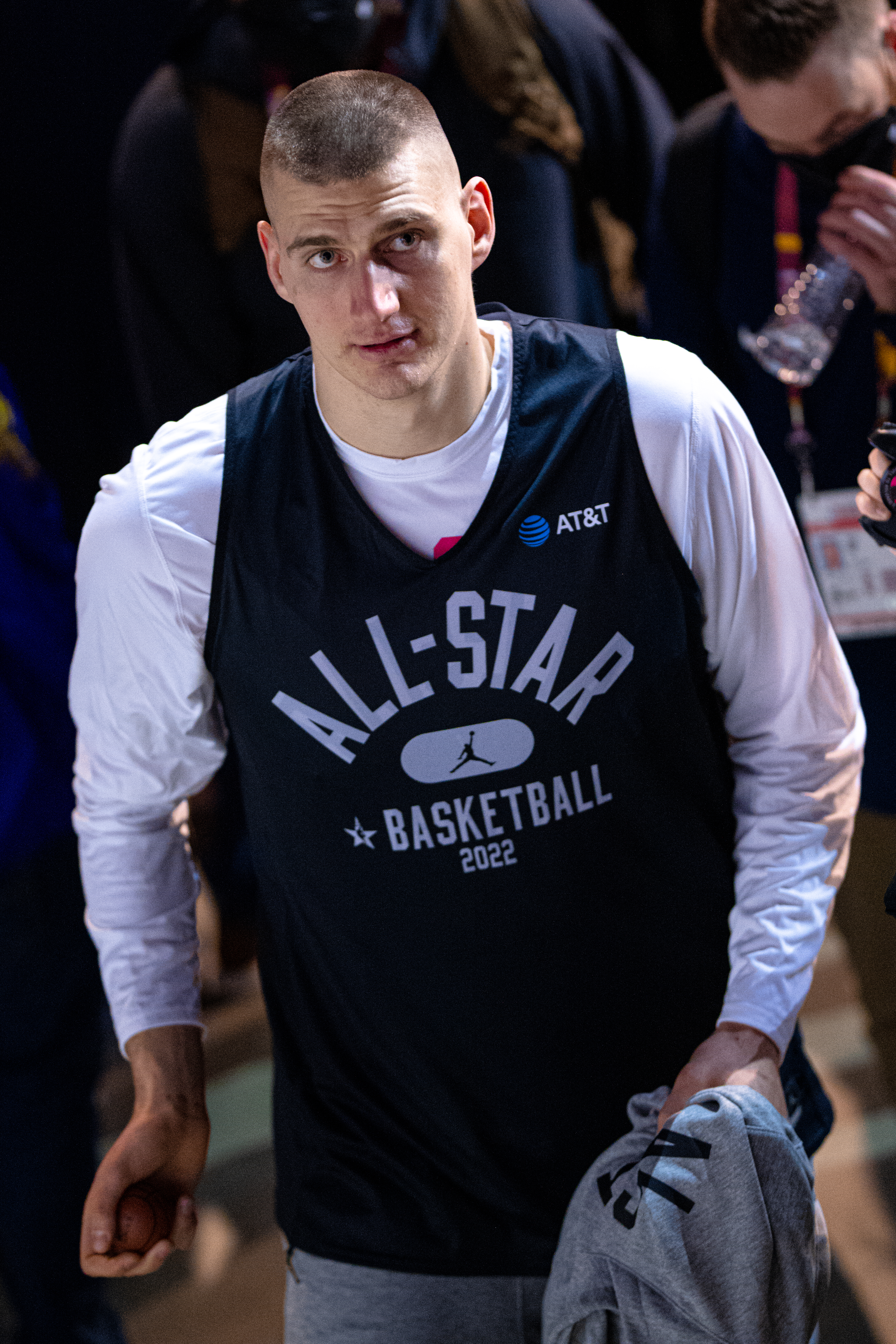
Nikola Jokić az NBA legkésőbb (41. helyen) választott MVP-je háromszor is megnyerte a díjat négy év alatt

| ^ | Jelenleg is aktív                                         |
| * | Beiktatták a Naismith Memorial Basketball Hall of Fame-be |
| † | Bajnok volt az évben                                      |

| Szezon     | Játékos                  | Nemzetiség                | Csapat                    |
| ---------- | ------------------------ | ------------------------- | ------------------------- |
| 1955–1956  | Bob Pettit*              | Egyesült Államok          | St. Louis Hawks           |
| 1956–1957† | Bob Cousy*               | Egyesült Államok          | Boston Celtics            |
| 1957–1958  | Bill Russell*            | Egyesült Államok          | Boston Celtics (2)        |
| 1958–1959  | Bob Pettit* (2)          | Egyesült Államok          | St. Louis Hawks (2)       |
| 1959–1960  | Wilt Chamberlain*        | Egyesült Államok          | Philadelphia Warriors     |
| 1960–1961† | Bill Russell* (2)        | Egyesült Államok          | Boston Celtics (3)        |
| 1961–1962† | Bill Russell* (3)        | Egyesült Államok          | Boston Celtics (4)        |
| 1962–1963† | Bill Russell* (4)        | Egyesült Államok          | Boston Celtics (5)        |
| 1963–1964  | Oscar Robertson*         | Egyesült Államok          | Cincinnati Royals         |
| 1964–1965† | Bill Russell* (5)        | Egyesült Államok          | Boston Celtics (6)        |
| 1965–1966  | Wilt Chamberlain* (2)    | Egyesült Államok          | Philadelphia 76ers        |
| 1966–1967† | Wilt Chamberlain* (3)    | Egyesült Államok          | Philadelphia 76ers (2)    |
| 1967–1968  | Wilt Chamberlain* (4)    | Egyesült Államok          | Philadelphia 76ers (3)    |
| 1968–1969  | Wes Unseld*              | Egyesült Államok          | Baltimore Bullets         |
| 1969–1970† | Willis Reed*             | Egyesült Államok          | New York Knicks           |
| 1970–1971† | Lew Alcindor*            | Egyesült Államok          | Milwaukee Bucks           |
| 1971–1972  | Kareem Abdul-Jabbar* (2) | Egyesült Államok          | Milwaukee Bucks (2)       |
| 1972–1973  | Dave Cowens*             | Egyesült Államok          | Boston Celtics (7)        |
| 1973–1974  | Kareem Abdul-Jabbar* (3) | Egyesült Államok          | Milwaukee Bucks (3)       |
| 1974–1975  | Bob McAdoo*              | Egyesült Államok          | Buffalo Braves            |
| 1975–1976  | Kareem Abdul-Jabbar* (4) | Egyesült Államok          | Los Angeles Lakers        |
| 1976–1977  | Kareem Abdul-Jabbar* (5) | Egyesült Államok          | Los Angeles Lakers (2)    |
| 1977–1978  | Bill Walton*             | Egyesült Államok          | Portland Trail Blazers    |
| 1978–1979  | Moses Malone*            | Egyesült Államok          | Houston Rockets           |
| 1979–1980† | Kareem Abdul-Jabbar* (6) | Egyesült Államok          | Los Angeles Lakers (3)    |
| 1980–1981  | Julius Erving*           | Egyesült Államok          | Philadelphia 76ers (4)    |
| 1981–1982  | Moses Malone* (2)        | Egyesült Államok          | Houston Rockets (2)       |
| 1982–1983† | Moses Malone* (3)        | Egyesült Államok          | Philadelphia 76ers (5)    |
| 1983–1984† | Larry Bird*              | Egyesült Államok          | Boston Celtics (8)        |
| 1984–1985  | Larry Bird* (2)          | Egyesült Államok          | Boston Celtics (9)        |
| 1985–1986† | Larry Bird* (3)          | Egyesült Államok          | Boston Celtics (10)       |
| 1986–1987† | Magic Johnson*           | Egyesült Államok          | Los Angeles Lakers (4)    |
| 1987–1988  | Michael Jordan*          | Egyesült Államok          | Chicago Bulls             |
| 1988–1989  | Magic Johnson* (2)       | Egyesült Államok          | Los Angeles Lakers (5)    |
| 1989–1990  | Magic Johnson* (3)       | Egyesült Államok          | Los Angeles Lakers (6)    |
| 1990–1991† | Michael Jordan* (2)      | Egyesült Államok          | Chicago Bulls (2)         |
| 1991–1992† | Michael Jordan* (3)      | Egyesült Államok          | Chicago Bulls (3)         |
| 1992–1993  | Charles Barkley*         | Egyesült Államok          | Phoenix Suns              |
| 1993–1994† | Hakeem Olajuwon*         | Nigéria Egyesült Államok  | Houston Rockets (3)       |
| 1994–1995  | David Robinson*          | Egyesült Államok          | San Antonio Spurs         |
| 1995–1996† | Michael Jordan* (4)      | Egyesült Államok          | Chicago Bulls (4)         |
| 1996–1997  | Karl Malone*             | Egyesült Államok          | Utah Jazz                 |
| 1997–1998† | Michael Jordan* (5)      | Egyesült Államok          | Chicago Bulls (5)         |
| 1998–1999  | Karl Malone* (2)         | Egyesült Államok          | Utah Jazz (2)             |
| 1999–2000† | Shaquille O’Neal*        | Egyesült Államok          | Los Angeles Lakers (7)    |
| 2000–2001  | Allen Iverson*           | Egyesült Államok          | Philadelphia 76ers (6)    |
| 2001–2002  | Tim Duncan*              | Virgin-szigetek           | San Antonio Spurs (2)     |
| 2002–2003† | Tim Duncan* (2)          | Virgin-szigetek           | San Antonio Spurs (3)     |
| 2003–2004  | Kevin Garnett*           | Egyesült Államok          | Minnesota Timberwolves    |
| 2004–2005  | Steve Nash*              | Kanada                    | Phoenix Suns (2)          |
| 2005–2006  | Steve Nash* (2)          | Kanada                    | Phoenix Suns (3)          |
| 2006–2007  | Dirk Nowitzki*           | Németország               | Dallas Mavericks          |
| 2007–2008  | Kobe Bryant*             | Egyesült Államok          | Los Angeles Lakers (8)    |
| 2008–2009  | LeBron James^            | Egyesült Államok          | Cleveland Cavaliers       |
| 2009–2010  | LeBron James^ (2)        | Egyesült Államok          | Cleveland Cavaliers (2)   |
| 2010–2011  | Derrick Rose^            | Egyesült Államok          | Chicago Bulls (6)         |
| 2011–2012† | LeBron James^ (3)        | Egyesült Államok          | Miami Heat                |
| 2012–2013† | LeBron James^ (4)        | Egyesült Államok          | Miami Heat (2)            |
| 2013–2014  | Kevin Durant^            | Egyesült Államok          | Oklahoma City Thunder     |
| 2014–2015† | Stephen Curry^           | Egyesült Államok          | Golden State Warriors (2) |
| 2015–2016  | Stephen Curry^ (2)       | Egyesült Államok          | Golden State Warriors (3) |
| 2016–2017  | Russell Westbrook^       | Egyesült Államok          | Oklahoma City Thunder (2) |
| 2017–2018  | James Harden^            | Egyesült Államok          | Houston Rockets (4)       |
| 2018–2019  | Jánisz Antetokúnmpo^     | Görögország               | Milwaukee Bucks (4)       |
| 2019–2020  | Jánisz Antetokúnmpo^ (2) | Görögország               | Milwaukee Bucks (5)       |
| 2020–2021  | Nikola Jokić^            | Szerbia                   | Denver Nuggets            |
| 2021–2022  | Nikola Jokić^ (2)        | Szerbia                   | Denver Nuggets (2)        |
| 2022–2023  | Joel Embiid^             | Kamerun/ Egyesült Államok | Philadelphia 76ers (7)    |
| 2023–2024  | Nikola Jokić^ (3)        | Szerbia                   | Denver Nuggets (3)        |
| 2024–2025  | Shai Gilgeous-Alexander^ | Kanada                    | Oklahoma City Thunder (3) |

1. 1 2 3 4 5 6  Lew Alcindor az 1971–1972-es szezon előtt megváltoztatta nevét Kareem Andul-Jabbarra
2. ↑  Első külföldi játékos, aki elnyerte a díjat, 1993-ban lett amerikai állampolgár
3. ↑  Malone az NBA legidősebb MVP-je (35 év, 284 nap)
4. ↑  Rose az NBA történetének legfiatalabb MVP-je (22 év, 191 nap)
5. ↑  Embiid Kamerunban született, de 2022-ben amerikai állampolgár lett és az amerikai válogatottat is képviseli. Francia állampolgársággal is rendelkezik és el is kötelezte magát a válogatott mellett, de soha nem lépett pályára.

## Csapatok szerint
| Díjak | Csapat                                             | Évek                                                       |
| ----- | -------------------------------------------------- | ---------------------------------------------------------- |
| 10    | Boston Celtics                                     | 1957, 1958, 1961, 1962, 1963, 1965, 1973, 1984, 1985, 1986 |
| 8     | Los Angeles Lakers                                 | 1976, 1977, 1980, 1987, 1989, 1990, 2000, 2008             |
| 7     | Philadelphia 76ers                                 | 1966, 1967, 1968, 1981, 1983, 2001, 2023                   |
| 6     | Chicago Bulls                                      | 1988, 1991, 1992, 1996, 1998, 2011                         |
| 5     | Milwaukee Bucks                                    | 1971, 1972, 1974, 2019, 2020                               |
| 4     | Houston Rockets                                    | 1979, 1982, 1994, 2018                                     |
| 3     | Denver Nuggets                                     | 2021, 2022, 2024                                           |
| 3     | San Antonio Spurs                                  | 1995, 2002, 2003                                           |
| 3     | Phoenix Suns                                       | 1993, 2005, 2006                                           |
| 3     | Golden State Warriors (és a Philadelphia Warriors) | 1960, 2015, 2016                                           |
| 3     | Oklahoma City Thunder                              | 2014, 2017, 2025                                           |
| 2     | St. Louis Hawks                                    | 1956, 1959                                                 |
| 2     | Utah Jazz                                          | 1997, 1999                                                 |
| 2     | Cleveland Cavaliers                                | 2009, 2010                                                 |
| 2     | Miami Heat                                         | 2012, 2013                                                 |
| 1     | Cincinnati Royals                                  | 1964                                                       |
| 1     | Baltimore Bullets (1963–1973)                      | 1969                                                       |
| 1     | New York Knicks                                    | 1970                                                       |
| 1     | Buffalo Braves                                     | 1975                                                       |
| 1     | Portland Trail Blazers                             | 1978                                                       |
| 1     | Minnesota Timberwolves                             | 2004                                                       |
| 1     | Dallas Mavericks                                   | 2007                                                       |
| 0     | Toronto Raptors                                    | Nincs                                                      |
| 0     | Brooklyn Nets                                      | Nincs                                                      |
| 0     | Indiana Pacers                                     | Nincs                                                      |
| 0     | Detroit Pistons                                    | Nincs                                                      |
| 0     | Orlando Magic                                      | Nincs                                                      |
| 0     | Charlotte Hornets                                  | Nincs                                                      |
| 0     | Los Angeles Clippers                               | Nincs                                                      |
| 0     | Memphis Grizzlies                                  | Nincs                                                      |
| 0     | New Orleans Pelicans                               | Nincs                                                      |

## Többszörös díjazottak
| Díjak | Játékos             | Csapat(ok)                                         | Évek                               |
| ----- | ------------------- | -------------------------------------------------- | ---------------------------------- |
| 6     | Kareem Abdul-Jabbar | Milwaukee Bucks (3) / Los Angeles Lakers (3)       | 1971, 1972, 1974, 1976, 1977, 1980 |
| 5     | Bill Russell        | Boston Celtics                                     | 1958, 1961, 1962, 1963, 1965       |
| 5     | Michael Jordan      | Chicago Bulls                                      | 1988, 1991, 1992, 1996, 1998       |
| 4     | Wilt Chamberlain    | Philadelphia Warriors (1) / Philadelphia 76ers (3) | 1960, 1966, 1967, 1968             |
| 4     | LeBron James        | Cleveland Cavaliers (2) / Miami Heat (2)           | 2009, 2010, 2012, 2013             |
| 3     | Moses Malone        | Houston Rockets (2) / Philadelphia 76ers (1)       | 1979, 1982, 1983                   |
| 3     | Larry Bird          | Boston Celtics                                     | 1984, 1985, 1986                   |
| 3     | Magic Johnson       | Los Angeles Lakers                                 | 1987, 1989, 1990                   |
| 3     | Nikola Jokić        | Denver Nuggets                                     | 2021, 2022, 2024                   |
| 2     | Bob Pettit          | St. Louis Hawks                                    | 1956, 1959                         |
| 2     | Karl Malone         | Utah Jazz                                          | 1997, 1999                         |
| 2     | Tim Duncan          | San Antonio Spurs                                  | 2002, 2003                         |
| 2     | Steve Nash          | Phoenix Suns                                       | 2005, 2006                         |
| 2     | Stephen Curry       | Golden State Warriors                              | 2015, 2016                         |
| 2     | Jánisz Antetokúnmpo | Milwaukee Bucks                                    | 2019, 2020                         |